# Vladímir Bunin
Vladímir Vassílievitx Bunin, rus: Владимир Васильевич Бу́нин (1908-1970) fou un compositor soviètic. Guanyador del Premi Stalin de segon grau (1949).

## Biografia
V. V. Bunin va néixer el 24 de juliol [C.J. 11 de juliol] de 1908 a Skopín (actual óblast de Riazan). El 1931 es va graduar a l'Institut Musical d'Omsk, a la classe de composició de M. I. Névitov. El 1938, al Conservatori de Moscou en composició i el 1939 es va graduar amb Anatoli Aleksàndrov. El 1939-1941 fou ajudant del departament d'instrumentació (supervisor Aleksandr Véprik). El 1943-1944 fou inspector de la Direcció principal d'institucions musicals de l'URSS. El 1949-1952 fou redactor de Muzgiza i entre 1949 i 1952 fou director artístic del Teatre d'Art de Moscou.
V. V. Bunin va morir el 23 de març de 1970 a Moscou.

## Creativitat
- Simfonies (1943, 1948)
- Poemes simfònics
  - "Als camps de la meva pàtria" (1965)
  - "Rússia" (1968)
  - "El poema de Lenin" (1969)
- Rapsòdia "melodies romaneses" (1964)
- Marxa (1949)
- Cançons
- Concerts
  - per a violí (1952)
  - per a piano (1965)

## Premis
- Premi Stalin del segon grau (1949) - per la Simfonia núm. 2